# Closterocerus pulcherrimus
Closterocerus pulcherrimus är en stekelart som först beskrevs av Kerrich 1970.  Closterocerus pulcherrimus ingår i släktet Closterocerus och familjen finglanssteklar. Inga underarter finns listade i Catalogue of Life.